# Речкуновка

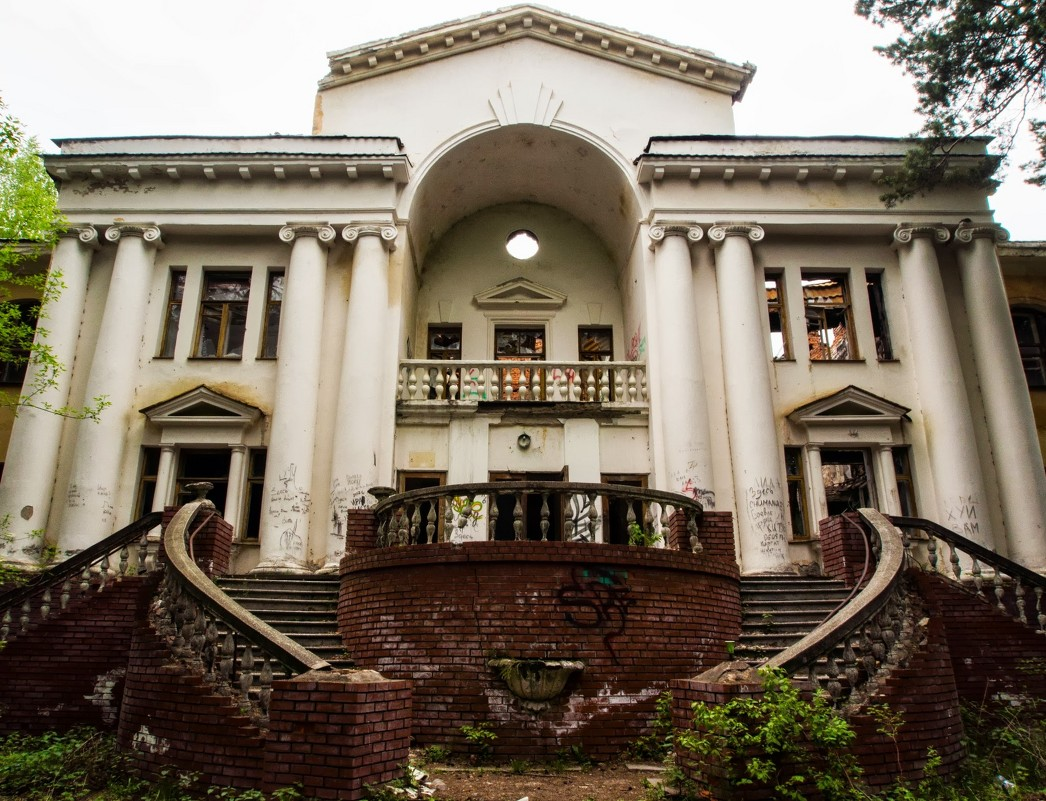
Речкуновка — Главный корпус

«Речкуновский» санаторий или просто «Речкуновка» — советский санаторий, заброшенный с 2004 года. Расположен на берегу Бердского залива, в «Речкуновской зоне отдыха».

## Общие сведения
«Речкуновский» санаторий был построен в 1959 году и по праву считался одной из лучших кардиологических здравниц страны. Вначале был рассчитан на 200 коек, к 1989 году — на 700. Ежегодно здесь проходили лечение около 10 000 человек. В «Речкуновке» успешно лечили гипертонию, кардиосклероз, коронаросклероз, неврастению и другие заболевания. Путёвками в санаторий награждали лучших работников хозяйства и промышленности СССР, самостоятельно бронировать весьма не дешёвые путёвки приходилось за целый сезон.
26 сентября 2004 года всем сотрудникам и отдыхающим было официально объявлено о закрытии «Речкуновского» санатория. С сентября 2004 года официально не функционирует. Официальная причина закрытия — банкротство. Изначально территория была «законсервирована», стояла будка охраны. Летом 2005 года территория была уже не «законсервирована» и не охранялась.  Рядом расположены санаторий «Сосновка» (с левой стороны, относительно «Речкуновского» санатория) и частная, хорошо охраняемая территория (бывшая общедоступная база отдыха) «Сибиряк».

## Сведения о хозяевах
- До августа 2003 года хозяева санатория — Федерация профсоюзов Новосибирской области, являющаяся учредителем ООО «Новосибирский территориальный курортный совет», которому «Речкуновский» был передан в доверительное управление.[источник не указан 3605 дней]
- С августа 2003 года новый собственник санатория — фирма «Фарм-Про»[2].